# Камоэнай
Камоэнай (яп. 神恵内村 Камоэнай-мура) — село в Японии, находящееся в уезде Фуруу округа Сирибеси губернаторства Хоккайдо. Площадь села составляет 147,71 км², население — 961 человек (30 июня 2014), плотность населения — 6,51 чел./км².

## Географическое положение
Село расположено на острове Хоккайдо в губернаторстве Хоккайдо. С ним граничат посёлки Фурубира, Сякотан и село Томари.

## Население
Население села составляет 961 человек (30 июня 2014), а плотность — 6,51 чел./км². Изменение численности населения с 1980 по 2005 годы:
| 1980 | 2014 чел. |  |
| 1985 | 1797 чел. |  |
| 1990 | 1596 чел. |  |
| 1995 | 1481 чел. |  |
| 2000 | 1325 чел. |  |
| 2005 | 1319 чел. |  |